# Neheb
Neheb je na Kamnu iz Palerma omenjen kot preddinastični faraon (kralj) Spodnjega Egipta. Ker zanj ni nobenega drugega dokaza, bi lahko bil mitološki kralj, ki se je ohranil v ljudskem izročilu,  ali je celo popolnoma izmišljen